# Teatro Maria Filotti

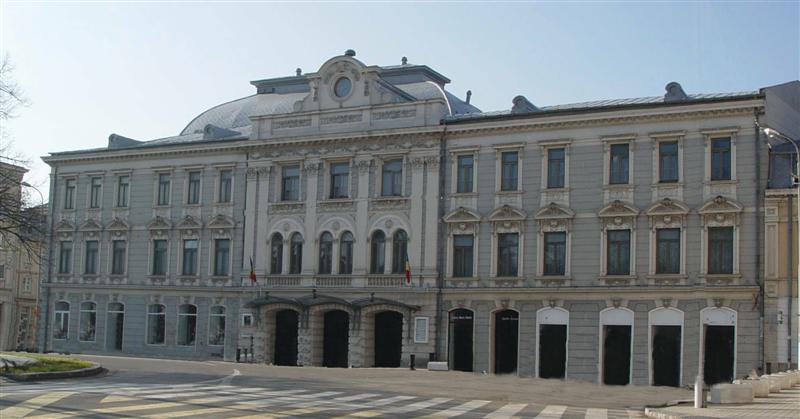
O Teatro Maria Filotti em Brăila

O Teatro Maria Filotti é um teatro em Brăila, Roménia.

## História
O teatro foi construído em 1896, como "Teatrul Rally". Em 1919, mudou o nome para "Teatrul Comunal" ("Teatro Comunal"), em 1949, passou a ser "Teatrul del Stat Brăila - Galaţi" ("O Teatro estadual de Brăila - Galaţi"), e em 1969, adquiriu o nome presente, em memória da atriz romena, Maria Filotti (1883-1956). 
O teatro tem 369 lugares.